# 179. Panzer-Division (Wehrmacht)
Die Division Nr. 179/Panzer-Division Nr. 179/179. Reserve-Panzer-Division war ein militärischer Großverband der Wehrmacht.

## Divisionsgeschichte
Die „Division Nr. 179“ wurde im Januar 1940 in Weimar zur Führung der Ersatztruppen in einem Teil des Wehrkreises IX aufgestellt. Hier existierte zuvor zu diesem Zweck bereits die Division Nr. 159, von der sie Teile übernahm. Im April 1942 wurde sie in „Division Nr. 179 (mot.)“ und ein Jahr später in „Panzer-Division Nr. 179“ umbenannt. Ende Juli 1943 erfolgte eine weitere Umbenennung in „179. Reserve-Panzer-Division“ und die Verlegung nach Frankreich, wo sie als Besatzungstruppe diente. Im Mai 1944 wurde die Division aufgelöst, um aus ihr und den Resten der an der Ostfront zerschlagenen 16. Panzergrenadier-Division die 116. Panzer-Division zu bilden. Die Division nahm an keinen größeren Kampfhandlungen teil.

## Personen
| Dienstzeit                     | Dienstgrad      | Name                   |
| ------------------------------ | --------------- | ---------------------- |
| 30. Juli 1943 bis 10. Mai 1944 | Generalleutnant | Walter von Boltenstern |

## Gliederung
179. Reserve-Panzer-Division
- Reserve-Panzer-Abteilung 1
- Reserve-Panzergrenadier-Regiment 81
- Reserve-Grenadier-Regiment 29
- Reserve-Artillerie-Abteilung 29
- Reserve-Panzeraufklärungs-Abteilung 1
- Reserve-Panzerjäger-Abteilung 9
- Reserve-Panzer-Versorgungstruppen